# Ecocardiograma sob estresse
Ecocardiograma sob estresse ou eco-stress é um exame utilizado em medicina e cardiologia, pertencente à modalidade de procedimentos médicos da ecocardiografia, usado para medir a capacidade do coração de se adaptar a estresse externo em um ambiente clínico controlado. Tal estresse pode ser reproduzido através de esforço físico ou por estímulo farmacológico pelo uso de drogas específicas. Em seguida, obtém-se imagens do coração por técnica de ultrassom (ecocardiograma). Dessa forma, é possível realizar uma avaliação comparativa do funcionamento do miocárdio durante o repouso e o estresse, facilitando assim a constatação de algumas doenças cardíacas, principalmente as doenças coronarianas, responsáveis pela angina, o infarto do miocárdio e até a morte súbita.

## Metodologia
Através do esforço físico:
- Bicicleta (bike-stress)
- Esteira ergométrica

Através de drogas (farmacológico):
- Dobutamina (associada a atropina)
- Dipiridamol (associado ou não a atropina)

Na prática, usa-se o método farmacológico pois durante o esforço físico, com o paciente em movimento, os artefactos dificultam a análise do exame.

## Indicações

Exemplo dos segmentos miocárdicos avaliados durante o eco-estresse

Procurar a isquemia do miocárdio (doença coronariana), bem como quantificar esta isquemia. Nos casos em que se suspeita (angina do peito, infarto do miocárdio, situações suspeitas, etc)
Situações práticas que indicam o exame:
- detetar uma disfunção da contratilidade de uma parede cardíaca induzida pelo esforço quando o ecocardiograma de repouso é normal. Geralmente a situação que mais utilizamos é quando o paciente não pode realizar o teste ergométrico (limitação física por exemplo), ou mesmo quando esse é alterado e se deseja uma avaliação mais minuciosa.
- Algumas técnicas como Strain Cardiaco podem aumentar a acurácia do exame.